# Jefes de Ciudad Juárez
Los Jefes de Ciudad Juárez fueron un equipo mexicano de fútbol americano, fundado el 18 de marzo de 2022 con sede en Ciudad Juárez la ciudad más poblada del Estado de Chihuahua. Eran uno de los 4 equipos de la segunda expansión de la liga Fútbol Americano de México (FAM) tomando el lugar de los extintos Centauros de CD Juárez. 
Compitieron en la Liga de Fútbol Americano Profesional LFA siendo uno de los 3 equipos de expansión de la temporada 2023.
Los partidos como local se realizan en el Estadio 20 de Noviembre que cuenta con una capacidad de 5,000 personas sin embargo para los juegos de los Jefes se colocan gradas móviles agrandando el aforo hasta 7,000 personas.
Los colores principales del equipo son el negro, dorado y menormente el rojo.

## Historia
El equipo fue presentado el 18 de marzo de 2022 con el nombre de "Jefes" esto debido a la gran tradición de este emblemático símbolo en la Ciudad de Juárez. Este equipo toma el lugar de los Centauros de CD Juárez para participar en la Temporada 2022 de la Liga de Fútbol Americano de México, también toma el lugar de los Raramuris de CD Juárez que previamente era el equipo a participar en la temporada, que por problemas administrativo no pudo competir.

### Jefes FAM

#### Temporada 2022
Su primer partido fue el 30 de abril de 2022 en un triunfo de visita ante Bulldogs de Naucalpan de 18 puntos por cero. Para la semana 3, luego de malos resultados, el equipo anunció la separación del head coach David Silva para ser sustituido por el coach Mario Díaz.
La temporada finalizó un balance negativo para Jefes pues el equipo solo logró ganar tres de ocho partidos, no logrando calificar a la postemporada.

### Jefes LFA

#### Temporada 2023
El 30 de septiembre de 2022, la FAM anunció súbitamente su disolución, hecho que dejó al equipo sin liga. Finalmente, el 17 de octubre el equipo anunció en rueda de prensa su incorporación a la Liga de Fútbol Americano Profesional como el tercer equipo de expansión de cara a la Temporada 2023.
Para su primera temporada en LFA el equipo Jefes aposto por el primer head coach extranjero dentro de LFA, Lorenzo Gathers sin embargo los resultados presentados en el campo con récord de 0-4 hicieron corta su estadía en el equipo. 
El equipo consiguió su primera victoria en la semana 6 frente a los Mexicas de la Ciudad de México por marcador de 33-27. 
El equipo terminó la temporada con un récord de 1-9 siendo el último equipo de la liga por debajo de Gallos negro de Querétaro con mismo récord pero al haber perdido el duelo directo.

## Estadísticas
| Temporada | Entrenador                     | Temporada Regular | Temporada Regular | Temporada Regular | Postemporada | Postemporada | Postemporada |
| Temporada | Entrenador                     | Récord            | Cociente          | Resultado         | Récord       | Cociente     | Resultado    |
| --------- | ------------------------------ | ----------------- | ----------------- | ----------------- | ------------ | ------------ | ------------ |
| 2022      | David Silva                    | 3-5               | 0.375             | 7.º Clasificado   | —            | —            | No clasificó |
| 2023      | Lorenzo Gathers/Randal Mendoza | 1-9               | 0.100             | 10.º Clasificado  | —            | —            | No clasificó |
| 2024      | Eduardo Araujo                 | 0-0               | 0.000             | —                 | —            | —            | —            |

## Afición
Los Jefes se caracterizan por tener una gran afición en la dentro de la LFA y muy fiel, esto se dio gracias a que ciudad Juárez  es una gran plaza para el Fútbol Americano, tiene la ventaja de estar cerca de los Estados Unidos lo cual hace atractivo para contratar buenos jugadores extranjeros, que rápido se ganan el cariño de la gente. 